# Rilhac-Lastours
Rilhac-Lastours is een gemeente in het Franse departement Haute-Vienne (regio Nouvelle-Aquitaine) en telt 313 inwoners (1999). De plaats maakt deel uit van het arrondissement Limoges.

## Geografie
De oppervlakte van Rilhac-Lastours bedraagt 15,9 km², de bevolkingsdichtheid is 19,7 inwoners per km².
De onderstaande kaart toont de ligging van Rilhac-Lastours met de belangrijkste infrastructuur en aangrenzende gemeenten.

## Demografie
Onderstaande figuur toont het verloop van het inwonertal (bron: INSEE-tellingen).